# William Forrest
Pour les articles homonymes, voir Forrest.
William Forrest est un acteur américain né le 10 octobre 1902 à Cambridge, Massachusetts, et mort le 26 janvier 1989 à Santa Monica, Californie.

## Biographie
Forest a fréquenté l'Université de Princeton, où il était une star de l'athlétisme.
Sa carrière d'acteur a commencé en 1938 au Pasadena Playhouse et il est apparu dans plus de 250 films entre 1939 et 1977. 
Il est né à Cambridge, Massachusetts, et est décédé à Santa Monica, Californie, d'une insuffisance cardiaque.

## Filmographie partielle
- 1940 : L'Homme qui parlait trop (The Man Who Talked Too Much) de Vincent Sherman
- 1941 : Nuits joyeuses à Honolulu (Navy Blues), de Lloyd Bacon
- 1941 : Deux Nigauds aviateurs (Keep 'Em Flying), d'Arthur Lubin
- 1942 : L'amour n'est pas en jeu (In This Our Life), de John Huston
- 1942 : La Péniche de l'amour (Moontide), d'Archie Mayo
- 1942 : Un Américain pur sang (Joe Smith, American), de Richard Thorpe
- 1945 : The Caribbean Mystery de Robert D. Webb
- 1946 : Meet Me on Broadway de Leigh Jason
- 1947 : The Devil on Wheels, de Crane Wilbur
- 1948 : Mystère au Mexique (Mystery in Mexico), de Robert Wise
- 1948 : Alias a Gentleman de Harry Beaumont
- 1949 : The Story of Seabiscuit de David Butler
- 1950 : Le Marchand de bonne humeur (The Good Humor Man), de Lloyd Bacon
- 1951 : The Racket de John Cromwell
- 1951 : La Femme de mes rêves (I'll See You in My Dreams), de Michael Curtiz
- 1952 : The Story of Will Rogers, de Michael Curtiz
- 1952 : Big Jim McLain, d'Edward Ludwig
- 1953 : Les Envahisseurs de la planète rouge (Invaders from Mars), de William Cameron Menzies
- 1953 : Même les assassins tremblent (Split Second), de Dick Powell
- 1955 : Francis in the Navy, d'Arthur Lubin
- 1955 : Les Rôdeurs de l'aube (Rage at Dawn), de Tim Whelan
- 1955 : New York confidentiel (New York Confidential) de Russell Rouse
- 1957 : L'Esclave libre (Band of Angels), de Raoul Walsh
- 1964 : Prête-moi ton mari (Good Neighbor Sam), de David Swift